# Jakub Yan Guodong
Św. Jakub Yan Guodong (chiń. 閻國棟雅格) (ur. 1853 r. w Jianhe, prowincja Shanxi w Chinach – zm. 9 lipca 1900 r. w Taiyuan) – święty Kościoła katolickiego, męczennik.

## Życiorys
Jakub Yan Guodong urodził się w Jianhe w powiecie Yangqu, prowincja Shanxi. Był pierwszym dzieckiem Mateusza Side i Marii Du. Pozostał w stanie bezżennym i służył w parafii jako kucharz.
Podczas powstania bokserów doszło w Chinach do prześladowań chrześcijan. On odmówił opuszczenia biskupa i Kościoła. Zarządca prowincji Shanxi Yuxian nienawidził chrześcijan. Z jego polecenia biskup Grzegorz Grassi został aresztowany razem z 2 innymi biskupami (Franciszek Fogolla, Eliasz Facchini), 3 księżmi, 7 zakonnicami, 7 seminarzystami, 10 świeckimi pomocnikami misji i kilkoma wdowami. Aresztowano również protestanckich duchownych razem z ich rodzinami. Wśród aresztowanych znalazł się Jakub Yan Guodong. Został stracony razem z biskupem i innymi katolikami z rozkazu gubernatora Shanxi 9 lipca 1900 r. W tym dniu zabito łącznie 26 męczenników. W styczniu 1901 r. nowy zarządca prowincji urządził ich uroczysty pogrzeb.

## Dzień wspomnienia
9 lipca w grupie 120 męczenników chińskich.

## Proces beatyfikacyjny i kanonizacyjny
Beatyfikowany 24 listopada 1946 r. przez Piusa XII w grupie Grzegorz Grassi i 28 Towarzyszy. Kanonizowani w grupie 120 męczenników chińskich 1 października 2000 r. przez Jana Pawła II.